# Witalij Zotow
Witalij Ołehowycz Zotow (ukr. Віталій Олегович Зотов; ur. 3 marca 1997 w Łozowej) – ukraiński koszykarz, występujący na pozycji rozgrywającego, reprezentant kraju, obecnie zawodnik VEF Ryga.

## Osiągnięcia
Stan na 30 kwietnia 2022, na podstawie, o ile nie zaznaczono inaczej.

### Drużynowe
- Mistrz:
  - ligi łotewsko-estońskiej (2022)
  - Ukrainy (2017)
- Wicemistrz Ukrainy (2016)
- Brązowy medalista mistrzostw Ukrainy (2015)
- Zdobywca Pucharu Ukrainy (2015, 2020)
- Finalista Pucharu Ukrainy (2016, 2017)
- Uczestnik rozgrywek międzynarodowych Ligi Mistrzów FIBA (2017/2018)

### Indywidualne
- Uczestnik:
  - meczu gwiazd ligi ukraińskiej (2019)
  - Adidas Eurocampu (2016)

### Reprezentacja
Seniorska
- Uczestnik kwalifikacji:
  - europejskich do mistrzostw świata (2021)
  - do Eurobasketu (2020)

Młodzieżowa
- Wicemistrz:
  - uniwersjady (2019)
  - Europy U–18 dywizji B (2014)
- Uczestnik mistrzostw:
  - świata U–23 3x3 (2018 – 5. miejsce)[3]
  - Europy:
    - U–20 (2016 – 8. miejsce, 2017 – 10. miejsce)
    - U–18 (2015 – 15. miejsce)
    - U–16 (2013 – 10. miejsce)
- Lider Eurobasketu U–16 w asystach (2013)